# Limburg Lions

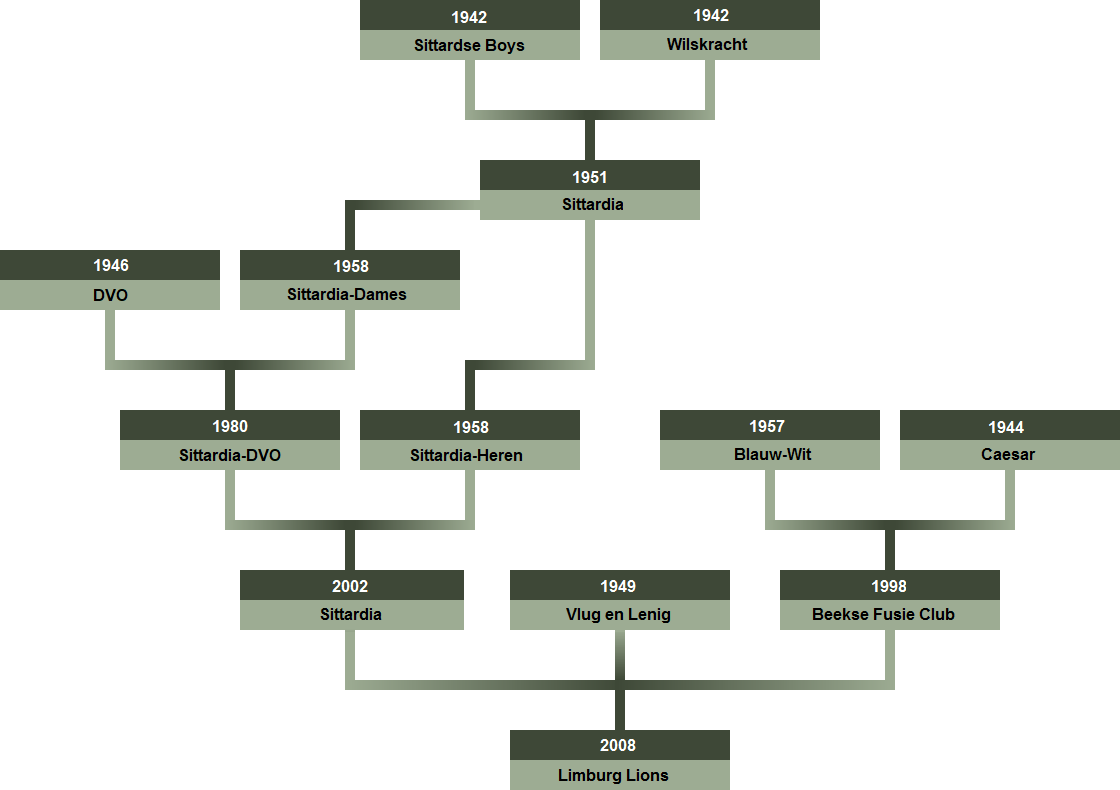
Stamboom van Limburg Lions

Limburg Lions is een Nederlands handbalteam uit Sittard-Geleen in de provincie Limburg. De Lions zijn in 2008 ontstaan door een samenwerkingsverband onder de naam Tophandbal Zuid-Limburg tussen handbalverenigingen Sittardia uit Sittard, Vlug en Lenig uit Geleen en BFC uit Beek. BFC maakte in 2016 bekend om uit het samenwerkingsverband te stappen en is sindsdien geen onderdeel meer van de samenwerking.
Door het faillissement van Tophandbal Zuid-Limburg vallen de Limburg Lions sinds het seizoen 2024/2025 onder de Stichting Stimulering Top Handbal Limburg.

## Geschiedenis

### Ontstaan en eerste seizoenen (2007 - 2010)
Het plan van de Limburg Lions kwam uit 2007 toen BFC, Sittardia en V&L samen gingen werken door hun eerste herenteams te combineren. De Nederlandse handbalcompetitie werd al enige jaren gedomineerd door andere clubs uit het noorden van Nederland, zoals Volendam en Aalsmeer. Voor de drie Limburgse clubs, die binnen een straal van enkele kilometers lagen, zou een samenwerking een uitweg bieden om het handbalniveau in Zuid-Limburg te verbeteren. Het uitgangspunt daarbij was het rapport dat in april 2008, op initiatief van de overheid, werd gepresenteerd door de opstellers Frank van den Wall Bake en Joop Alberda. De uitkomst zou moeten worden: twee op semi-professionele basis opererende teams met een ongekende trainingscapaciteit van ruim twintig uur in de week en dat per direct, vanaf het seizoen 2008/2009. Het werd gezien als een ambitieus plan met als doel een semi-professionele handbalorganisatie die ook in Europees verband op niveau kan presteren. Het initiële plan was om één topteam, een talententeam en een team voor de overige spelers te creëren en te laten spelen in de eredivisie. De eredivisielicentie van Sittardia werd gebruikt voor het topteam, de licentie van V&L voor het talententeam en de licentie van BFC voor het team met overige spelers. De drie handbalverenigingen zouden zelfstandig blijven functioneren en dienen voortaan als opleidingsverenigingen aan de herenkant met ieder eigen jeugdteams en seniorenteams, de talentvolle spelers stroomde door naar de topteams.
Door het bezwaar van NHV mochten er maar twee teams uitkomen in de eredivisie, hierdoor werd er besloten om het team met de overige spelers te terugtrekken uit de eredivisie en te laten uitkomen in de hoofdklasse (waar het tweede team van BFC speelde en een licentie had in het afgelopen seizoen), maar ook dit ging niet door omdat voor dit team te weinig spelers bij elkaar konden worden gekregen voor een volledig team. Uiteindelijk kwamen er twee teams: een prestatie team (Topteam/Sittardia, kort erna genaamd Limburg Lions) en een talententeam (Talententeam/V&L, kort erna genaamd Limburg Wild Dogs). De licentie van het eerste team van Sittardia werd gebruikt voor Topteam/Sittardia en de licentie van V&L werd gebruikt voor Talententeam/V&L. Op 30 juni 2008 werd samen met de overheden Provincie Limburg en de gemeenten Sittard-Geleen en Beek het convenant Tophandbal Zuid-Limburg getekend. Het seizoen 2008/2009 werd gebruikt als overgangsjaar om een adequate organisatiestructuur te creëren en talentontwikkeling in de regio, samen met het Handbal Talent Centrum Limburg, verder vorm te geven. In seizoen 2008/2009 gingen de twee teams in de eredivisie gingen spelen. Het TopTeam kwam onder leiding te staan van Aleksandr Rymanov en het Talententeam onder leiding van Martin Vlijm.
Limburg Wild Dogs moest na afloop van het seizoen 2008/2009 verplicht degraderen naar de eerste divisie van het NHV. Sindsdien ging het talententeam verder als het tweede team van Limburg Lions. Maurice Canton verving Vlijm als trainer van het tweede team. Het eerste team wist tot 2010 geen enkele keer de Best of Three finale te halen.

### Verloren finalewedstrijden (2010 - 2014)
In het seizoen 2010/2011 weet het eerste team van Limburg Lions voor de eerste keer de Best of Three te halen, maar verliest de eerste twee wedstrijden in de finale strijd van Volendam en grijpt dus naast het landskampioenschap. Ook de bekerfinale werd niet gehaald. Na drie seizoenen vertrok Rymanov als coach van het eerste team, hij werd opgevolgd door Gabrie Rietbroek.
Tussen het seizoen 2011/2012 en 2012/2013 wist Lions wel elke keer de Best of Three finale te halen, maar verloor deze tweemaal maal tegen Volendam. Tevens werd in het seizoen 2012/2013 voor het eerst de bekerfinale gehaald, maar deze werd ook verloren van Volendam. Het tweede team van Lions weet in het seizoen 2011/12 kampioen te worden in eerste divisie, maar kan niet promoveren omdat het eerste team van Lions al in de eredivisie speelde.
Bij aanvang van het seizoen 2013/2014 vertrekt Rietbroek als hoofdcoach en werd opgevolgd door zijn assistent Canton. Canton werd nog voor het einde van het seizoen vervangen door zijn assistent Lambert Schuurs, die met het team in de Best of Three finale stond met deze keer Bevo HC als tegenstander, maar Limburg Lions verliest de finale na drie wedstrijden. In 2014 promoveert het tweede team wel naar de eredivisie, omdat door de nieuwe indeling van de Nederlandse handbalcompetitie het wel mogelijk is om een tweede team in de eredivisie te laten uitkomen indien het eerste team in de BENE-League speelt.

### Succesvolle jaren (2014 - 2017)
In het seizoen 2014/2015 weet Limburg Lions onder leiding van Monique Tijsterman de tripel te halen; zowel de BENE-League, de Nederlandse beker en het landskampioenschap werd gewonnen. Ook weet Limburg Lions het seizoen hierna met Tijsterman de beker en het landskampioenschap te winnen, maar grijpt naast BENE-League.
In april 2016 verliet BFC het samenwerkingsverband, als reden was dat het eerste herenteam van BFC alleen mocht promoveren naar de eerste divisie wanneer het niet langer deel uit maakt van het samenwerkingsverband van Tophandbal Zuid-Limburg. Hierdoor promoveerde het eerste herenteam van BFC naar de eerste divisie. Ook vertrok Tijsterman in 2016 als coach van het eerste team, Mark Schmetz volgde haar op. In het eerste seizoen van Schmetz weet Limburg Lions weer de beker en het landskampioenschap te winnen, maar grijpt wederom naast BENE-League.

### Strijdvol zonder prijzen (2017 - 2021)

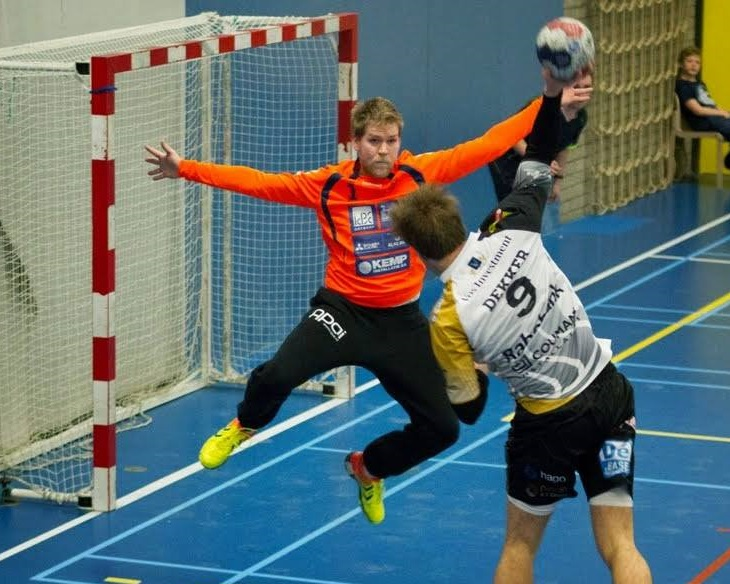
Spelmoment Limburg Lions 2 tegen Aristos in De Haamen, John Besseling verdedigt het doel van Aristos.

Het opvolgende seizoen weet Limburg Lions de halve finale te halen in de beker en de finaleplaatsen te halen voor de BENE-League en landskampioenschap. Echter grijpt Limburg Lions in dit seizoen zowel naast de BENE-League als het landskampioenschap.
In het seizoen 2018/2019 wist Limburg Lions wederom niet in de prijzen te vallen. Hoofdcoach Schmetz werd vóór de ontknoping van de competities aan de kant gezet en werd Lambert Schuurs weer tijdelijk coach. Alleen de bekerfinale werd gehaald, maar deze werd verloren van Volendam.

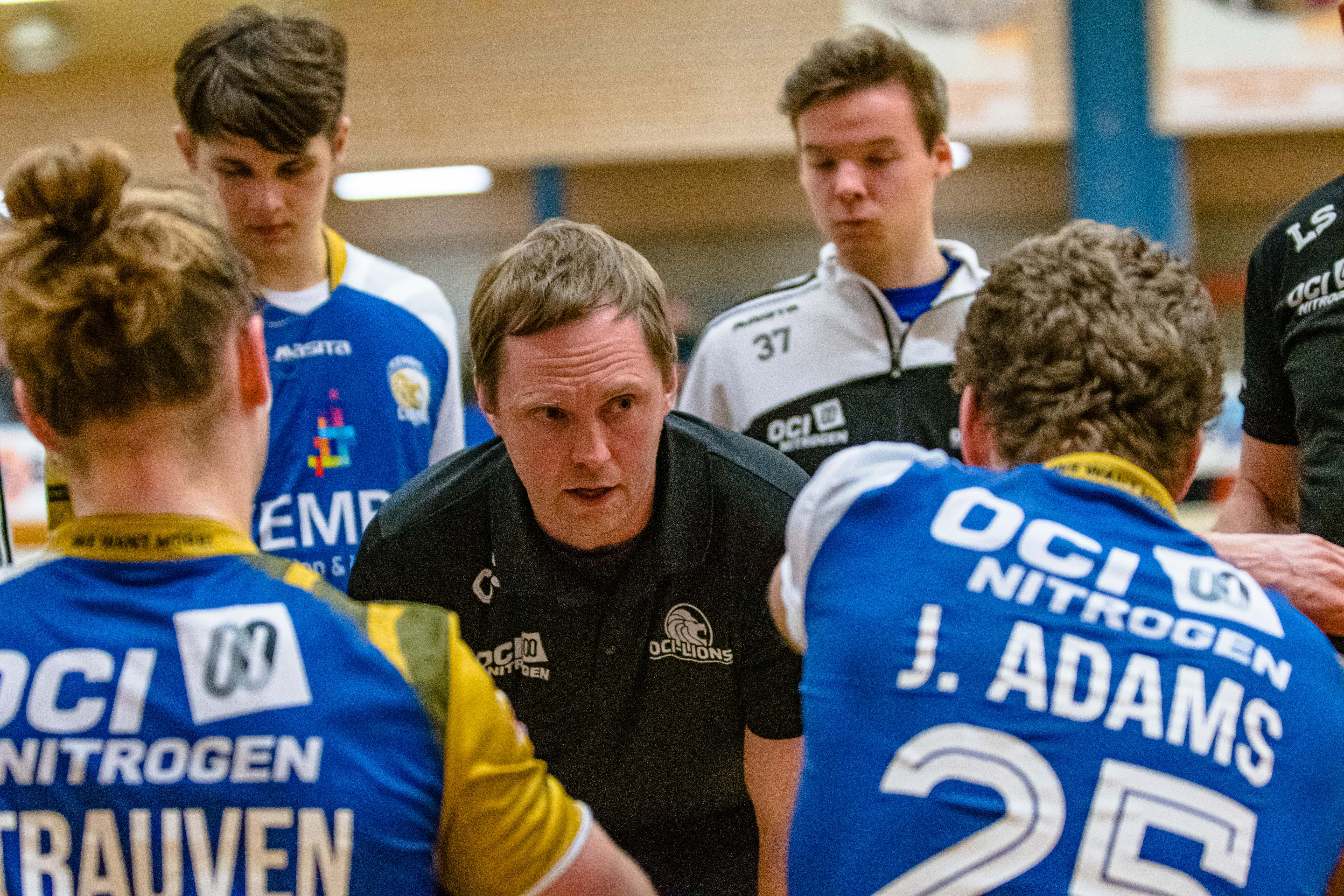
Christoph Jauernik; trainer van de Limburg Lions (2019 - 2023).

Bij aanvang van het seizoen 2019/2020 werd een nieuw team gemaakt; Lions Youth, een herenploeg met A-junioren dat uitkomt in landelijke A-jeugddivisie. Hierdoor trok het eerste herenteam van Sittardia zich terug uit de eerste divisie en gingen uitkomen in de regioklasse. Enkele van de jonge spelers die van het eerste team van Sittardia deel van uitmaakten, gingen spelen voor het nieuw opgerichte team. Een ander deel stroomde door naar het tweede team van Lions. Sindsdien komt het eerste team van Sittardia uit in de eerste regioklasse. Edwin Bannink, die het jaar ervoor trainer was van het tweede team van BFC, werd trainer van het jeugdteam. In het eerste seizoen belandde Lions Youth op de laatste plaats in de landelijke A-jeugddivisie.
In het seizoen 2019/2020 weet Limburg Lions zich te plaatsen voor de Final4 in de BENE-League door de tweede positie te bemachtigen in de reguliere competitie. Door de maatregelen die werden getroffen rondom de uitbraak van het coronavirus in Nederland en België kon er geen Final4 georganiseerd worden. In tegenstelling tot andere sportcompetities, werd de volledige BENE-Leaguecompetitie van 22 speelrondes als afgewerkt beschouwd. Hierdoor werd besloten om voor de BENE-League de eindstand van de reguliere competitie als definitieve eindstand aan te houden. Hierdoor werd Limburg Lions tweede in de BENE-League achter Achilles Bocholt.
Het BENE-Leagueseizoen 2020/21 werd na één speelronde stilgelegd en korte tijd later volledig beëindigd. Desondanks speelde Limburg Lions in de door het NHV georganiseerde HandbalNL League. Robin Leunissen en Jeroen De Beule werden in het loop van het seizoen toegevoegd aan de selectie van het eerste team.

### Afgeslankt verder (2021 - 2023)
Door het almaar toenemende tekort aan heren-jeugdspelers binnen Sittardia en V&L hebben deze verenigingen samen met Tophandbal Zuid-Limburg gekeken naar oplossingen om het herenhandbal in de regio Sittard-Geleen een impuls te geven. Door middel van een vergaande samenwerking op verenigingsniveau beoogden de verenigingen en de stichting een oplossing te bieden voor het probleem. Hierdoor gingen de teams Lions Youth (destijds actief in de A-jeugddivisie) en het tweede team van Limburg Lions (destijds actief in de Eredivisie) ingebed worden in de verenigingsstructuur, waarbij de verenigingen verantwoordelijk werden voor deze teams. Deze teams zullen gaan spelen als combinatieteam onder de naam V&L-Sittardia Combinatie. Beide teams zullen deelnemen aan landelijke competities met ingang van het seizoen 2021/2022. In de eredivisie speelde het voormalige Lions 2 team onder de naam van Vlug en Lenig. Het A-team speelt wel onder de combinaam. 

### Faillissement (2023 - 2025)

#### 'Ramos-arrest'
Na een ernstige blessure bij de Portugese speler João Jacob Ramos in januari 2023 bood Lions hem een andere rol aan met een lagere financiële vergoeding. Ramos sloeg het voorstel af waardoor het arbeidsovereenkomst daarmee onwettelijk werd beëindigd. Hij zou van mening zijn geweest dat zijn overeenkomst beschouwd moet worden als een arbeidsovereenkomst voor onbepaalde tijd omdat hij negen jaar onafgebroken voor Lions heeft gespeeld. De rechter gaf Ramos gelijk en de stichting Top Handbal Zuid-Limburg moest hem 50.000 euro betalen Op 19 februari 2024 maakte Stichting THZL aan dat ze een faillissement hebben aangevraagd. Een dag later gaf de rechter goedkeuring op het faillissement en werd een curator aangesteld.

#### Licentie problemen
Op 27 februari 2024 werd het failliet verklaarde Lions/THZL te horen dat een onafhankelijke licentiecommissie binnen het NHV de licentie van de Lions heeft ingetrokken voor deelnamen aan de HandbalNL League. De HandbalNL League wordt na de BENE-League gespeeld en wordt beslist wie landskampioen van Nederland werd. Wel mochten de Lions het BENE-Leagueseizoen af maken en verder in de landelijke beker spelen. De Lions hebben hiervoor een beroep aangetekend. Op 8 maart heeft de licentiecommissie de licentie voor deelnamen aan de HandbalNL League teruggegeven aan Lions.

#### Doorstart maken
Na het faillissement wilde het bestuur van het THZL een doorstart maken met de Lions onder een nieuwe stichting. Hierbij vielen de namen van BFC, Sittardia en Vlug en Lenig (die al in 2008 samen de THZL opgericht hebben), maar ook de naam van de nieuwe handbalclub Watersley viel om samen te kijken naar een doorstart te maken. Dit gaf RvT-lid Thieu Kikken aan tegen L1.
Naar aanleiding van een interview gaven de besturen van handbalvereniging BFC en Vlug en Lenig aan dat ze van niks weten van gesprekken over een eventuele doorstart te maken voor Lions. Ralf Diederen, wethouder van de gemeente Beek gaf in een interview aan dat er inderdaad geen gesprekken gaande waren voor een doorstart voor de Lions, maar dat er gesprekken gaande waren tussen de verenigingen over de toekomstige handbalvisie in de Westelijke Mijnstreek. Dit was in opdracht van de gemeentes Beek en Sittard-Geleen.
Op 12 april 2024 werd medegedeeld dat Lions vanaf het seizoen 2024/2025 onder de Stichting, Stichting Stimulering Top Handbal Limburg. Ook werd bekend gemaakt dat dat de broers Ids en Jur Eussen bleven handbalballen onder de nieuwe stichting, nadat Bram Kleijkers en Rob Schmeits bekend hadden gemaakt om de Lions te verruilen voor Sporting Pelt. Ook werd er medegedeeld dat de Belg Bruno Thevissen de taken van Fred Michielsen zal overnemer. Michielsen stopte voorafgaan de HandbalNL League. Dit doordat het combineren van het trainerschap en zijn werk te veel tijd innam. Hierdoor zijn Lambert Schuurs en Ivo Steins naar voren geschoven om het seizoen af te maken. Ondanks de tegenslagen door het seizoen behaalde de club een knappe twee plaats in de landelijke competitie.

#### Opnieuw financiële en licentie problemen
Na de doorstart van de Lions onder de nieuwe stichting werd van eredivisie kampioen BFC Martijn Meijer, Jeroen Croonen en Vasco Vonk aangetrokken ook werden de Luxenburgers Guillaume Felici en Louis Philippart en de Belg Nick Braun aan de selectie toegevoegd. De Lions begonnen aan het nieuwe seizoen erg slecht. Maar liefst acht achter elkaar werd er verloren. De slechtste seizoenstart sinds het ontstaan de club. Naast de sportieve tegenslagen kwamen ook de financiële tegenslag terug. Het missen van een hoofdsponsor was een van de oorzaak van het geld te kort. Door het geld te kort kwam wederom de licentie problemen terug om te beginnen aan de HandbalNL League. Enthousiaste vrijwilligers zette verschillende acties op om de clubkas te spekken ook werd er een donatieactie opgezet. 

#### Einde van de Limburg Lions
Op 21 februari 2025 maakte het bestuur van Limburg Lions in een pers bericht bekend dat het wel haalbaar was om te beginnen aan de HandbalNL League, maar het niet meer rendabel het nieuwe seizoen te starten. Hierdoor is gekozen om te stoppen met de Lions na het einde van de HandbalNL League. 

## Spelerskern 2024/2025
| Nr.          | Naam             | Nationaliteit | Geboortedatum | Vorige club            |
| ------------ | ---------------- | ------------- | ------------- | ---------------------- |
| Keepers      |                  |               |               |                        |
| 2            | Jens Dijkstra    | Nederland     | 01-02-2002    | WHC-Hercules           |
| 12           | Scott de Hoogh   | Nederland     | 10-04-1999    | Sittardia              |
| 57           | Guillaume Felici | Luxemburg     | 19-12-2001    | Thionville Moselle     |
| Hoekspeler   |                  |               |               |                        |
| 4            | Jasper Ritzen    | Nederland     | 23-06-2001    | KV Sasja HC            |
| 7            | Kyan van Berlo   | Nederland     | 20-06-2004    | Handbal Houten         |
| 19           | Vasco Vonk       | Nederland     | 24-12-2004    | BFC                    |
| 33           | Louis Philippart | Luxemburg     | 15-12-2004    | HC Berchem             |
| Opbouwspeler |                  |               |               |                        |
| 6            | Jeroen Croonen   | Nederland     | 12-08-1996    | BFC                    |
| 5            | Jelte Hiemstra   | Nederland     | 08-01-2003    | Tachos                 |
| 8            | Tobias Weiler    | Duitsland     | 26-05-1998    | VfL Gummersbach        |
| 10           | Jur Eussen       | Nederland     | 04-04-2004    | BFC                    |
| 13           | Nick Braun       | België        | 26-07-2000    | Nancy Handball         |
| 30           | Martijn Meijer   | Nederland     | 28-11-1991    | BFC                    |
| 37           | Ids Eussen       | Nederland     | 24-01-2002    | Sittardia              |
| Cirkelspeler |                  |               |               |                        |
| 20           | Jonathan Bromet  | Nederland     | 10-03-2002    | Charlottenlund SK      |
| 28           | Philipp Hempel   | Duitsland     | 28-08-1995    | GSV Eintracht Baunatal |

### Technische staf
| Functie         | Naam            | Nationaliteit |
| --------------- | --------------- | ------------- |
| Hoofdtrainer    | Bruno Thevissen | België        |
| Assistent-coach | Laurin Melms    | Duitsland     |
| Fysiotherapeut  | Thomas Dekker   | Nederland     |
| Fysiotherapeut  | Sven Kenjic     | Nederland     |
| Teambegeleider  | Jonny Habets    | Nederland     |

### Voormalige selecties
1. Mike Kusters ·
4. Koen van Dijk ·
5. Tim Roefs ·
6. Rob Schmeits ·
8. Luca van Straaten ·
14. Serge Heijnen ·
15. Lino Janssen ·
16. Bram Kleijkers ·
18. Ivo Steins ·
19. Joris Baart ·
22.  Pieter Strauven ·
23. Luuk Hoiting ·
25. Jasper Adams ·
27.  Bjorn Marquardt ·
28. Robin Leunissen ·
32.  João Jacob Ramos ·
37. Ids Eussen ·
39. Martijn Kleijkers ·
44.  Jeroen de Beule ·
Coach:  Christoph Jauernik
· Assistent-coach: Lambert Schuurs
1. Mike Kusters ·
6. Rob Schmeits ·
8. Luca van Straaten ·
11. Mats Pastoor ·
14. Serge Heijnen ·
15. Lino Janssen ·
18. Ivo Steins ·
19. Joris Baart ·
21. Roel Adams ·
22.  Pieter Strauven ·
23. Luuk Hoiting ·
25. Jasper Adams ·
32.  João Jacob Ramos ·
35. Bram Versteegden ·
Coach:  Christoph Jauernik
· Assistent-coach: Lambert Schuurs
1. Mike Kusters ·
6. Rob Schmeits ·
8. Luca van Straaten ·
11.  Kai Feldmann ·
13. Rudi Schenk ·
14. Serge Heijnen ·
15. Lino Janssen ·
17. Jeroen Roefs ·
18. Ivo Steins ·
19. Joris Baart ·
21. Roel Adams ·
22.  Pieter Strauven ·
23. Luuk Hoiting ·
24. Ivar Stavast ·
25. Jasper Adams ·
28. Sverre Jansen ·
32.  João Jacob Ramos ·
35. Bram Versteegden ·
Coach: Mark Schmetz Lambert Schuurs (interim)
· Assistent-coach: Lambert Schuurs Maik Onink (interim)
1. Mike Kusters ·
6. Rob Schmeits ·
8. Luca van Straaten ·
9. Thomas Dekker ·
11.  Kai Feldman ·
14. Serge Heijnen ·
15. Lino Janssen ·
17. Jeroen Roefs ·
18. Ivo Steins ·
19. Joris Baart ·
20.  Nuno Rebelo ·
21. Roel Adams ·
23. Luuk Hoiting ·
24. Ivar Stavast ·
25. Sverre Jansen ·
32.  João Jacob Ramos ·
35. Bram Versteegden ·
41.  Mario Bergen ·
Coach: Mark Schmetz
· Assistent-coach: Lambert Schuurs
6. Rob Schmeits ·
7.  Luka Groff ·
8. Evert Kooijman ·
9. Thomas Dekker ·
10. Ephrahim Jerry ·
12. Thijs van Leeuwen ·
14. Serge Heijnen ·
15. Lino Janssen ·
18. Ivo Steins ·
19. Joris Baart ·
23. Luuk Hoiting ·
24. Ivar Stavast ·
25. Eligio Pepels ·
27. Alec Smit ·
28. Tim Krijntjes ·
32.  João Jacob Ramos ·
Coach: Mark Schmetz
· Assistent-coach: Lambert Schuurs
1. Freek Janssen ·
2. Tim Mullens ·
3. Ephrahim Jerry ·
4. Marco Vernooy ·
5. Mats Pastoor ·
6. Rob Schmeits ·
8. Evert Kooijman ·
9. Thomas Dekker ·
10. Kay Smits ·
11. Niels Poot ·
12. Thijs van Leeuwen ·
13. Pim van Starrenburg ·
14. Serge Heijnen ·
15. Lino Janssen ·
16. Jordi Govaarts ·
17. Jeroen Roefs ·
18. Ivo Steins ·
19. Joris Baart ·
21. Roel Adams ·
22. Luc Steins ·
23. Luuk Hoiting ·
24. Dylan Vossen ·
28. Tim Krijntjes ·
29. Ivar Stavast ·
32.  João Jacob Ramos ·
34. Bijan Houben ·
Coach: Monique Tijsterman
· Assistent-coach: Lambert Schuurs
2. Tim Mullens ·
3.  Marko Pejovic ·
4. Marco Vernooy ·
5. Roel Adams ·
7. Alan van de Wall ·
9. Thomas Dekker ·
10. Tim Krijntjes ·
11. Evert Kooijman ·
12. Thijs van Leeuwen ·
14. Serge Heijnen ·
15. Lino Janssen ·
17. Eligio Pepels ·
18. Ivo Steins ·
19. Joris Baart ·
20. Joeri Verjans ·
21. Dylan Vossen ·
22. Luc Steins ·
23. Luuk Hoiting ·
26. Rob Schmeitz ·
27. Kay Smits ·
30. Rik Elissen ·
31. Niek op de Kamp ·
32.  João Jacob Ramos ·
Coach: Monique Tijsterman
· Assistent-coach: Lambert Schuurs
2. Tim Mullens ·
3.  Marko Pejovic ·
4. Marco Vernooy ·
7. Alan van de Wall ·
10. Tim Krijntjes ·
12. Thijs van Leeuwen ·
13. Rudi Schenk ·
14. Serge Heijnen ·
15. Lino Janssen ·
18. Ivo Steins ·
19. Joris Baart ·
20. Joeri Verjans ·
21. Roel Adams ·
22. Luc Steins ·
23. Luuk Hoiting ·
24. Dylan Vossen ·
Coach: Maurice Canton Lambert Schuurs (interim)
· Assistent-coach: Lambert Schuurs Gerrit Stavast (interim)
2. Tim Mullens ·
3.  Marko Pejovic ·
4. Marco Vernooy ·
5. Roel Adams ·
6. Luc Steins ·
7. Alan van de Wall ·
8. Martijn Meijer ·
10. Tim Krijntjes ·
11.  Nikola Miricki ·
12. Thijs van Leeuwen ·
13. Rudi Schenk ·
14. Martijn Rietbroek ·
15. Lino Janssen ·
18. Ivo Steins ·
19. Joris Baart ·
20. Joeri Verjans ·
21. Dylan Vossen ·
22. Serge Heijnen ·
23. Luuk Hoiting ·
Coach: Gabrie Rietbroek
· Assistent-coach: Maurice Canton
2. Tim Mullens ·
3.  Marko Pejovic ·
4. Marco Vernooy ·
6. Juri Corvers ·
7. Alan van de Wall ·
8. Martijn Meijer ·
9. Tim Krijntjes ·
10. Jordi Cremers ·
11.  Nikola Miricki ·
12. Thijs van Leeuwen ·
13. Andreas Kittel ·
14. Joeri Verjans ·
15. Lino Janssen ·
17. Marco Timmers ·
18. Ivo Steins ·
20. Joeri Verjans ·
21. Robin Verjans ·
23. Luuk Hoiting ·
Coach: Gabrie Rietbroek
· Assistent-coach: Maurice Canton
1. Freek Janssen ·
2. Tim Mullens ·
3.  Marko Pejovic ·
4. Marco Vernooy ·
5. Pim Hoefnagels ·
6. Juri Corvers ·
7. Alan van de Wall ·
8. Martijn Meijer ·
9. Maarten Kooijman ·
10. Jordi Cremers ·
11.  Nikola Miricki ·
13. Rudi Schenk ·
14. Andreas Kittel ·
15. Robin Verjans ·
16. Mark Leckebusch ·
18. Jorn Smits ·
19.  Björn Marquardt ·
20. Joeri Verjans ·
Coach:  Aleksandr Rymanov
· Assistent-coach: Lambert Schuurs
1. Marc Gorissen ·
2. Tim Mullens ·
5. Pim Hoefnagels ·
6.  Dino Thiam ·
7. Juri Corvers ·
8. Martijn Meijer ·
9.  Christian Wirtz ·
10. Marcel van Mulken ·
11. Steven Lichteveld ·
13. Rudi Schenk ·
14. Andreas Kittel ·
15.  Tomek Rusowicz ·
16. Ralph Lemmens ·
18. Jorn Smits ·
20. Robin Verjans ·
Coach:  Aleksandr Rymanov
· Assistent-coach: Lambert Schuurs
Maurice Comans ·
Marc Gorissen ·
 Lars Hausfeld ·
Pim Hoefnagels ·
Andreas Kittel ·
 Lukas Krings ·
 Merten Krings ·
Ralf Lemmens ·
Steven Lichteveld ·
Rutger Meij ·
Marcel van Mulken ·
Camiel Rodigas ·
 Tomek Rusewicz ·
Lambert Schuurs ·
Pierre Velraeds ·
Coach:  Aleksandr Rymanov
· Assistent-coach: Lambert Schuurs
2. Jesper Hamans ·
4. Koen van Dijk ·
5. Tim Roefs ·
9. Thomas Dekker ·
10. Damiano Caddeo ·
12. Scott de Hoogh ·
16. Bram Kleijkers ·
17. Nils Posthuma ·
20. Yakko Bannink ·
24. Ryan Houben ·
26. Tim Posthuma ·
27.  Bjorn Marquardt ·
28. Robin Leunissen ·
29. Tristen Boiten ·
30. Marijn Boumans ·
33. Cas Driessen ·
78. Alan van de Wall ·
Coach: Harold Nüsser
· Assistent-coach: Robin Beckers
2. Jesper Harmans ·
4. Koen van Dijk ·
5. Tim Roefs ·
7. Alan van de Wall ·
9. Thomas Dekker ·
10. Damiano Caddeo ·
12. Scott de Hoogh ·
16. Bram Kleijkers ·
17. Nils Posthuma ·
20. Yakko Bannink ·
24. Ryan Houben ·
26. Tim Posthuma ·
27.  Bjorn Marquardt ·
28. Robin Leunissen ·
29. Tristan Boiten ·
30. Marijn Boumans ·
33. Cas Driessen ·
34. Stijn Joosten ·
34. Ids Eussen ·
34. Martijn Kleijkers ·
Coach: Harold Nüsser
· Assistent-coach: Maik Onink
1. Mike Kusters ·
2. Mark Beaumont ·
4. Koen van Dijk ·
5. Tim Roefs ·
7. Alan van de Wall ·
9. Thomas Dekker ·
10. Kaz Burlet ·
12. Bjorn Brachten ·
13. Tim Posthuma ·
16. Bram Kleijkers ·
19.  Bjorn Marquant ·
22. Yakko Bannink ·
28. Sverre Jansen ·
29.  Tristan Boiten ·
30. Marijn Boumans ·
33. Cas Driessen ·
34. Stijn Joosten ·
37. Ids Eussen ·
39. Martijn Kleijkers ·
Coach: Bart Hofmeyer
· Assistent-coach: Maik Onink
1. Mike Kusters ·
2. Mark Beaumont ·
5. Tim Roefs ·
7. Alan van de Wall ·
8. Luca van Straaten ·
10. Kaz Burlet ·
12. Mark Leckebusch ·
13. Tim Posthuma ·
16. Jordi Govaarts ·
17. Jeroen Roefs ·
19.  Bjorn Marquant ·
22. Yakko Bannink ·
28. Sverre Jansen ·
29.  Tristan Boiten ·
33. Cas Driessen ·
Coach: Bart Hofmeyer
· Assistent-coach: Maik Onink
1. Mike Kusters ·
2. Mark Beaumont ·
4. Tim Claessens ·
11. Niels Poot ·
16. Jordi Govaarts ·
17. Jeroen Roefs ·
20. Erik Blaauw ·
21. Luca van Straaten ·
22. Yakko Bannink ·
26. Tim Posthuma ·
34. Bijan Houben ·
35. Bram Versteegden ·
Coach: Bart Hofmeyer
· Assistent-coach: Maik Onink
1. Freek Janssen ·
5. Mats Pastoor ·
9. Thomas Dekker ·
11. Niels Poot ·
13. Pim van Starrenburg ·
16. Jordi Govaarts ·
17. Jeroen Roefs ·
20. Erik Blaauw ·
28. Tim Krijntjes ·
29. Ivar Stavast ·
34. Bijan Houben ·
Coach: Harold Nüsser
1. Freek Janssen ·
5. Thomas Dekker ·
10. Youri Jonkers ·
11. Evert Kooijman ·
13. Camiel Rodigas ·
15. Frank Beaumont ·
17. Eligio Pepels ·
26. Rob Schmeits ·
27. Kay Smits ·
28. Milan Zinken ·
30. Rik Elissen ·
Coach: Harold Nüsser
1. Freek Janssen ·
2. Tim Krijntjes ·
3. Dylan Vossen ·
4. Lino Janssen ·
5. Stijn Hoefnagels ·
6. Mike van dongen ·
7. Joris Baart ·
8. Maurits van Buren ·
9. Wouter Leenen ·
10. Jordi Cremers ·
11. Ivo Steins ·
12. Niek Op de Kamp ·
13. Camiel Rodigas ·
15. Job Gilissen ·
17. Marco Timmers ·
18. Jarn van Gool ·
19. Yanninck Gerono ·
20. Teun Lemmens ·
23. Luuk Hoiting ·
Coach: Maurice Canton
1. Freek Janssen ·
2. Tim Krijntjes ·
3. Jeff Sipers ·
5. Lino Janssen ·
6.  Björn Marquardt ·
7. Alan van de Wall ·
8. Guido Aben ·
9. Ruud Scheepers ·
10. Jordi Cremers ·
11. Wouter Leenen ·
12. Mark Leckebusch ·
13. Camiel Rodigas ·
15. Job Gillissen ·
17. Marco Timmers ·
18. Maarten Kooijman ·
20. Teun Lemmens ·
Coach: Maurice Canton

## Europese wedstrijden
| Seizoen | Competitie       | Ronde | Land                           | Club                        | Totaalscore | 1e W    | 2e W    |
| ------- | ---------------- | ----- | ------------------------------ | --------------------------- | ----------- | ------- | ------- |
| 2011/12 | EHF Cup          | 1R    | Vlag van Moldavië              | HC Olimpus-85 USEFS         | 44 - 73     | 20 - 37 | 24 - 36 |
| 2011/12 | EHF Cup          | 2R    | Vlag van Griekenland           | AEK Athens                  | 49 - 53     | 25 - 27 | 24 - 26 |
| 2011/12 | EHF Cup          | 3R    | Vlag van Duitsland             | Rhein-Neckar Löwen          | 80 - 57     | 42 - 30 | 38 - 27 |
| 2012/13 | Challenge Cup    | Gr.   | Vlag van Estland               | Pölva Serviti               | 19 - 22     |         |         |
| 2012/13 | Challenge Cup    | Gr.   | Vlag van Cyprus                | Mavrommatis Ayiou Pavlou    | 20 - 39     |         |         |
| 2012/13 | Challenge Cup    | Gr.   | Vlag van België                | Initia Hasselt              | 28 - 30     |         |         |
| 2013/14 | EHF Cup          | 1R    | Vlag van IJsland               | Haukar                      | 51 - 66     | 33 - 36 | 18 - 30 |
| 2014/15 | EHF Cup          | 1R    | Vlag van Verenigd Koninkrijk   | London GD HC                | 30 - 72     | 18 - 28 | 12 - 44 |
| 2014/15 | EHF Cup          | 2R    | Vlag van Roemenië              | Stiinta Municipal Dedeman   | 62 - 55     | 34 - 29 | 28 - 26 |
| 2015/16 | Champions League | Kwa.  | Vlag van Noorwegen             | Elverum Handball            | 35 - 30     |         |         |
| 2015/16 | Champions League | Kwa.  | Vlag van Bosnië en Herzegovina | RK Borac m:tel              | 33 - 29     |         |         |
| 2015/16 | EHF Cup          | 3R    | Vlag van Bosnië en Herzegovina | RK Borac m:tel              | 52 - 58     | 29 - 31 | 23 - 28 |
| 2015/16 | EHF Cup          | Gr.   | Vlag van Frankrijk             | HBC Nantes                  | 26 - 33     |         |         |
| 2015/16 | EHF Cup          | Gr.   | Vlag van Duitsland             | Frisch Auf Göppingen        | 40 - 20     |         |         |
| 2015/16 | EHF Cup          | Gr.   | Vlag van Denemarken            | Team Tvis Holstebro         | 29 - 24     |         |         |
| 2015/16 | EHF Cup          | Gr.   | Vlag van Denemarken            | Team Tvis Holstebro         | 29 - 31     |         |         |
| 2015/16 | EHF Cup          | Gr.   | Vlag van Duitsland             | Frisch Auf Göppingen        | 30 - 24     |         |         |
| 2015/16 | EHF Cup          | Gr.   | Vlag van Frankrijk             | HBC Nantes                  | 31 - 40     |         |         |
| 2016/17 | EHF Cup          | 1R    | Vlag van Oostenrijk            | Alpla HC Hard               | 55 - 43     | 28 - 17 | 27 - 26 |
| 2017/18 | EHF Cup          | 2R    | Vlag van Noorwegen             | OIF Arendal                 | 51 - 57     | 25 - 28 | 26 - 29 |
| 2018/19 | EHF Cup          | 1R    | Vlag van Oostenrijk            | SG INSIGNIS                 | 54 - 55     | 26 - 25 | 28 - 30 |
| 2018/19 | EHF Cup          | 2R    | Vlag van Oostenrijk            | Alpla HC Hard               | 52* - 52    | 23 - 23 | 29 - 29 |
| 2018/19 | EHF Cup          | 3R    | Vlag van Hongarije             | Grundfos Tatabanya KC       | 58 - 48     | 31 - 18 | 27 - 27 |
| 2022/23 | European Cup     | 2R    | Vlag van Bulgarije             | HC Lokomotiv G. Oryahovitsa | 78 - 36     | 39 - 17 | 39 - 19 |
| 2022/23 | European Cup     | 3R    | Vlag van Italië                | Junior Fasano               | 60 - 62     | 25 - 35 | 35 - 27 |

- * = Gewonnen met uit goals.

## Lijst van trainers
Hoofdtrainer Lions 1
- 2008–2011:  Aleksandr Rymanov
- 2011–2013:  Gabrie Rietbroek
- 2013–2014:  Maurice Canton
- 0000–2014:  Lambert Schuurs (a.i.)
- 2014–2016:  Monique Tijsterman
- 2016–2019:  Mark Schmetz
- 0000–2019:  Lambert Schuurs (a.i.)
- 2019–2023:  Christoph Jauernik
- 2023–2024:  Fred Michielsen
- 0000–2024:  Lambert Schuurs (a.i.)
- 2024–2025:  Bruno Thevissen

Assistent Lions 1
- 2008–2011:  Lambert Schuurs
- 2011–2013:  Maurice Canton
- 2013–2014:  Lambert Schuurs
- 0000–2014:  Gerrit Stavast (a.i.)
- 2014–2019:  Lambert Schuurs
- 0000–2019:  Roel Adams &  Maik Onink (a.i.)
- 2019–2024:  Lambert Schuurs
- 0000–2024:  Ivo Steins (a.i.)
- 2024–2025:  Laurin Melms

Hoofdtrainer Lions 2
- 2008–2009:  Martin Vlijm
- 2009–2011:  Maurice Canton
- 2011–2012:  Guido Janssen
- 2012–2016:  Harold Nüsser
- 2016–2019:  Bart Hofmeyer
- 2019–2021:  Harold Nüsser

## Resultaten

### Lions 1
- 2009 5e
Eredivisie
- 2010 5e
Eredivisie
- 2011 2e
Eredivisie
- 2012 2e
Eredivisie
- 2013 2e
Eredivisie
- 2014 2e
Eredivisie
- 2015 1e
Eredivisie
- 2016 1e
Eredivisie
- 2017 1e
Eredivisie
- 2018 2e
Eredivisie
- 2019 4e
Eredivisie
- 2020 1e
Eredivisie
- 2021 2e
HandbalNL League
- 2022 3e
HandbalNL League
- 2023 1e
HandbalNL League
- 2024 2e
HandbalNL League

- Eredivisie
- HandbalNL League

### Lions 2
- 2010 5e
Eerste divisie
- 2011 4e
Eerste divisie
- 2012 1e
Eerste divisie
- 2013 4e
Eerste divisie
- 2014 2e
Eerste divisie
- 2015 9e
Eredivisie
- 2016 11e
Eredivisie
- 2017 9e
Eredivisie
- 2018 15e
Eredivisie
- 2019 9e
Eredivisie
- 2020 11e
Eredivisie
- 2021
Eredivisie

- Eredivisie
- Eerste divisie

## Tenue
| · 2008 · 0 | · 2009-2011 · Thuis | · 2009-2011 · Uit | · 2011-2014 · Thuis | · 2011-2014 · Uit | · 2014-2017 · Thuis | · 2014-2017 · Uit | · 2017-2023 · Thuis | · 2017-2023 · Uit | · 2023-heden · Thuis | · 2023-heden · Thuis |

## Erelijst

### Lions 1
| Benelux              |    |                                    |
| Kampioen BENE-League | 2x | 2014/15, 2021/22                   |
| Nationaal            |    |                                    |
| Landskampioenschap   | 4x | 2014/15, 2015/16, 2016/17, 2022/23 |
| Bekerwinnaar         | 3x | 2014/15, 2015/16, 2016/17          |
| Supercup             | 3x | 2016, 2017, 2023                   |

#### Kleine toernooien
| Internationaal          |    |      |
| Limburgse Handbal Dagen | 1x | 2011 |

### Lions 2
| Nationaal      |    |         |
| Eerste divisie | 1x | 2011/12 |

## Trivia

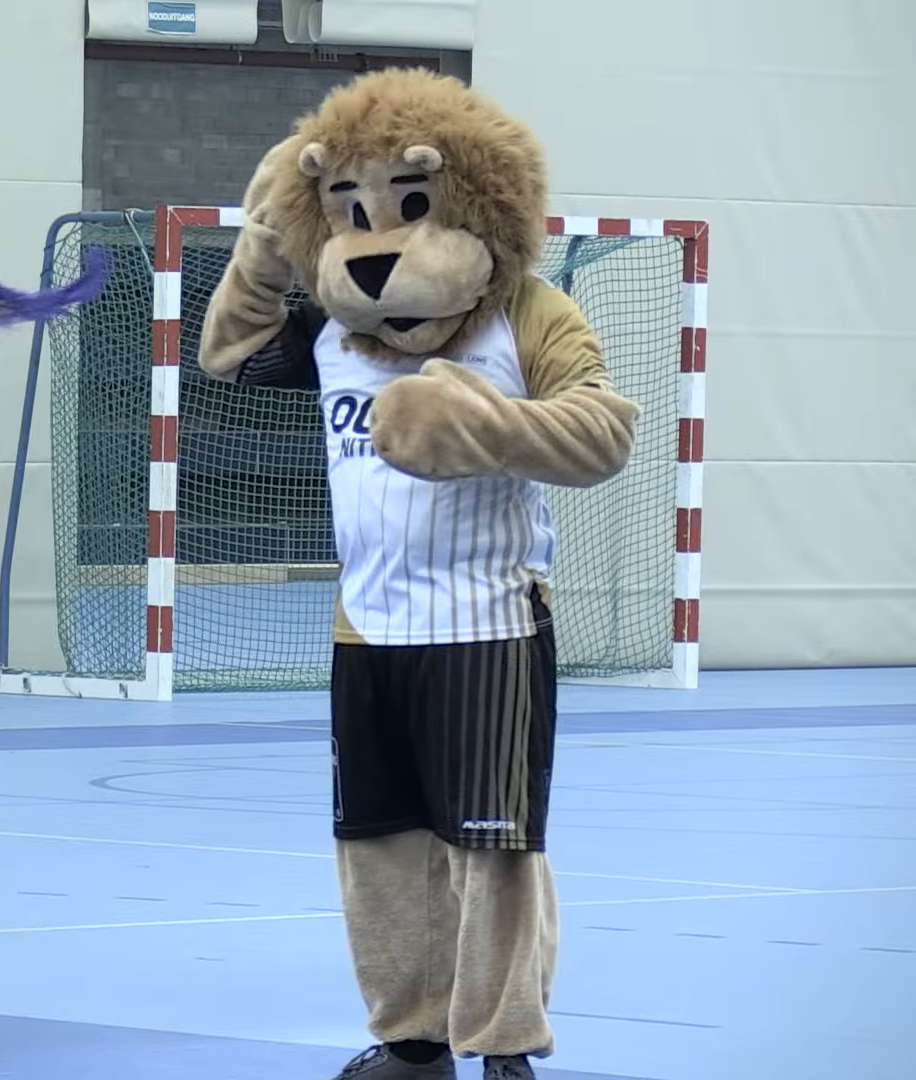
Mascotte Goldy

- De mascotte van Limburg Lions is de leeuw Goldy.[56]
- In 2015 werd door drie supporters van Limburg Lions een fanclub opgericht, genaamd Fanclub Limburg LIONS.[57]
- Alhoewel de naam Limburg Lions wordt gebruikt als aanduiding van het handbalteam, speelt dit handbalteams al sinds het bestaan van Limburg Lions onder de formele licentie van handbalvereniging Sittardia. Het voormalige tweede team speelde onder de licentie van V&L.
- Lambert Schuurs is tot heden de enige persoon die zowel speler als (formeel) hoofdtrainer was bij Limburg Lions.[58] Tevens is hij al sinds het begin van de handbalsamenwerking (met uitzondering van de periode 2011 tot 2013) verbonden aan de Limburg Lions.